# Melierax metabates

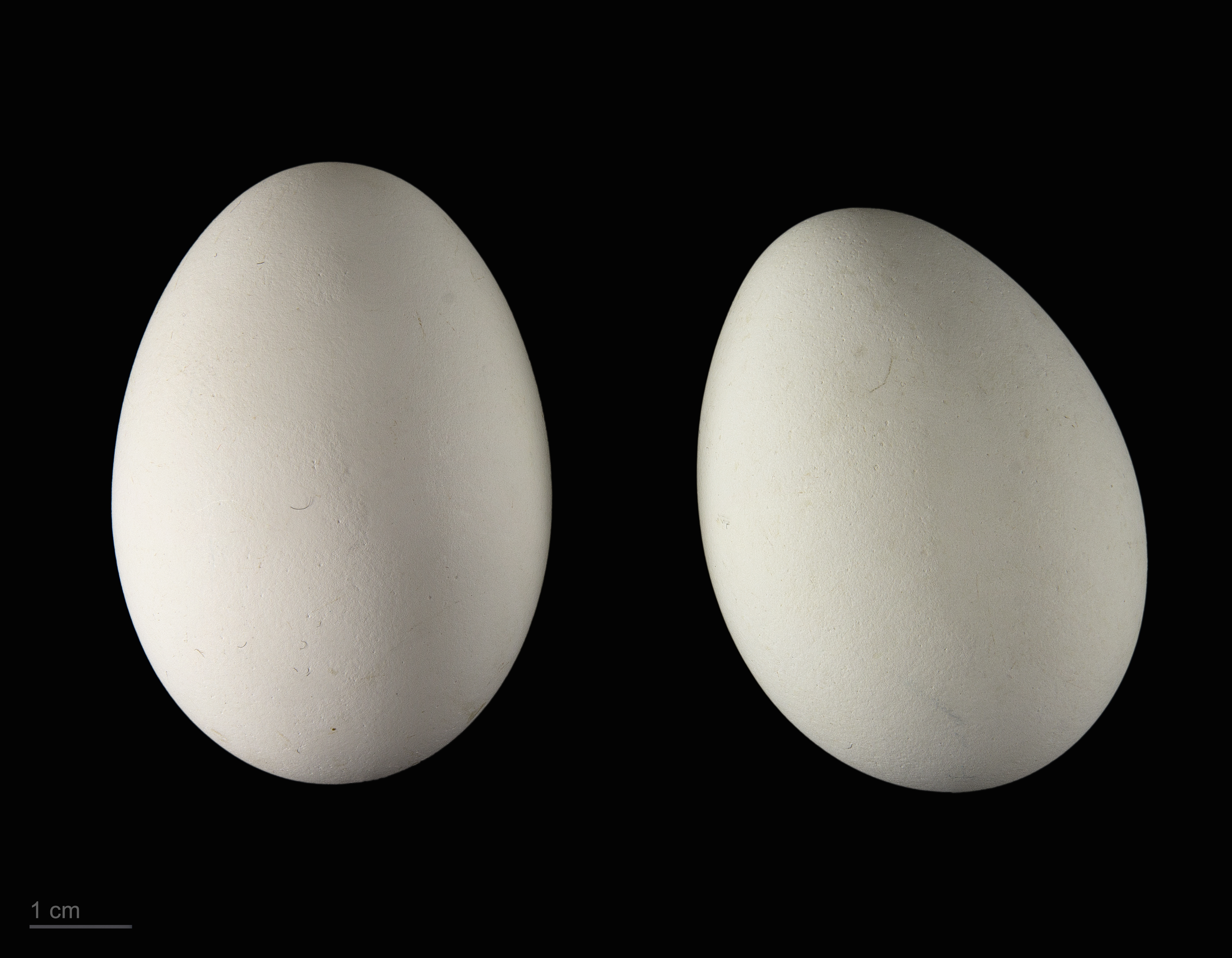
Melierax metabates

Melierax metabates là một loài chim trong họ Accipitridae.
Loài chim này sinh sống trong châu Phi cận Sahara, nhưng tránh những khu rừng nhiệt đới của lưu vực Congo. Có một số quần thể cô lập nhỏ và giảm dần trong Maroc, và chúng cũng hiện diện ở Ả Rập Xê Út và Yemen.
Nó là một loài cư trú ở các khu vực hoang mạc nhiệt đới và cận nhiệt đới. Chúng xây tổ trên cây và đẻ một hoặc hai quả trứng. Chúng ăn một loạt các vật có xương sống con mồi và côn trùng lớn.